# Frederick B. Deknatel
Frederick Brockway Deknatel (Chicago, 9 de marzo de 1905-Cambridge, 3 de noviembre de 1973) fue un historiador y educador del arte estadounidense. Fue profesor de Bellas Artes William Door Boardman en la Universidad de Harvard de 1942 a 1972.

## Carrera
Nacido en Chicago, se graduó en la Escuela Lawrenceville en 1924. Luego obtuvo una Licenciatura en Historia por la Universidad de Princeton en 1928. Se casó con Virginia Herrick tres años después y se doctoró en Filosofía en Historia del Arte por la Universidad de Harvard en 1935. Escribió una tesis doctoral sobre la escultura gótica del siglo XIII en la catedral de Burgos y León. Sin embargo, pronto se interesó por el arte moderno de los siglos XIX y XX.
Cinco años después de graduarse, fue contratado como profesor asociado de bellas artes en Harvard y fue nombrado profesor titular en 1946. A mediados de la década de 1940, asumió una serie de funciones administrativas importantes, incluido el decano asistente de la Universidad de Harvard (1942-1945), presidente del Departamento de Bellas Artes (1944-1949) y presidente de la Asociación de Arte Universitario (1947-1948).
En 1950, organizó la primera exposición en Estados Unidos mostrando la obra del artista Edvard Munch. Posteriormente, fue nombrado Caballero de la Orden de San Olaf por el Gobierno de Noruega. Tres años más tarde, su cátedra fue otorgada como profesor de Bellas Artes William Door Boardman. En 1966, recibió el título de Doctor honoris causa en Letras Humanitarias de la Universidad Alfred. Se retiró de Harvard en 1972 y falleció un año después a causa de un infarto.